# Solikkosaari
Solikkosaari är en halvö i Finland. Den ligger i sjön Jämsänvesi och Petäjävesi och i kommunen Petäjävesi i den ekonomiska regionen  Jyväskylä ekonomiska region  och landskapet Mellersta Finland, i den södra delen av landet, 230 km norr om huvudstaden Helsingfors.